# Shelfordia chinensis
Shelfordia chinensis är en stekelart som beskrevs av Wang, Chen och He 2003. Shelfordia chinensis ingår i släktet Shelfordia och familjen bracksteklar. Inga underarter finns listade i Catalogue of Life.